# Itamar Tavares
Itamar Tavares (né en 1890 à Rio de Janeiro au Brésil et mort en 1925) est un ingénieur, footballeur et un dirigeant de club sportif brésilien. 
Il est surtout connu pour avoir été l'un des multiples fondateurs et le vice-président du club carioca du Botafogo de Futebol e Regatas (à l'époque connu comme Botafogo Football Club, créé par ses amis d'enfance), dont il fut le créateur des couleurs et du maillot officiel.

## Biographie

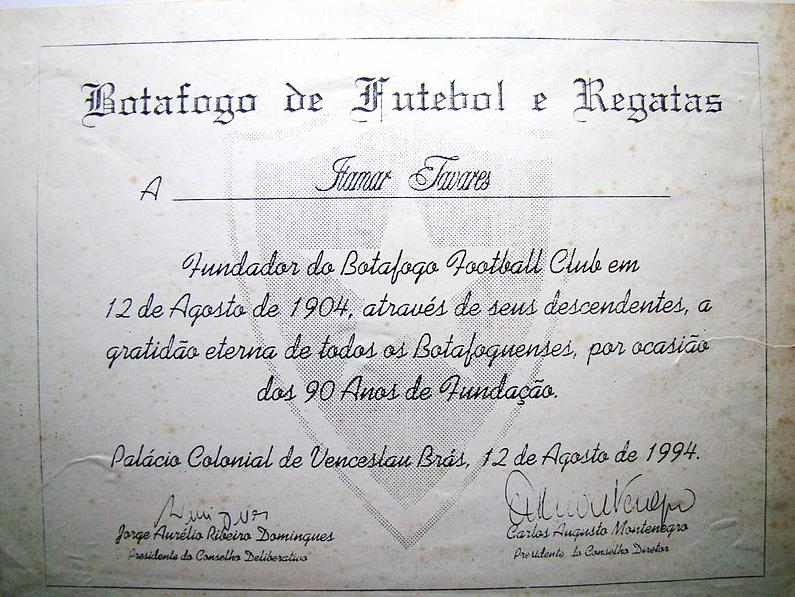
Certificat de fondation de Botafogo, appartenant à Itamar Tavares.

Itamar Tavares est directement lié à la création de ce qui deviendra plusieurs décennies plus tard un des plus grands club de football du Brésil. Lorsque ses amis, Flávio Ramos et Emmanuel de Almeida Sodré (tous au collège Alfredo Gomes) décident de créer le club le 12 août 1904 (avec cette célèbre phrase prononcée : « Le quartier d'Itamar possède un club de football dans la rue Martins Ferreira. Si nous en fondions un autre à Largo dos Leões ? »), Itamar avait déjà créé son petit club de football dans le quartier d'Humaitá, appelé Ideal.
Le club de ses amis (qu'Itamar avait rejoint) n'était à l'époque pas encore consacré au football, mais à la randonnée, et lors d'une réunion, le 18 septembre 1904, il fut décidé d'intégrer l'Ideal au club. Itamar Tavares se proposa alors de choisir les couleurs du maillot du club de Botafogo, le noir et le blanc (en rayures verticales). Ces couleurs furent inspirées de celles de l'équipe piémontaise de la Juventus, club qu'Itamar s'était mis à supporter lorsqu'il faisait ses études en Italie,. Ce fut également lors de cette même réunion que fut décidé le nom de Botafogo, ainsi que son emblème, un bouclier de style suisse (qui plus tard fut changé).
En plus d'avoir été le créateur des premiers maillots du club, adoptés à l'unanimité, Itamar joua également plusieurs matchs lors des premières rencontres du club, au départ en tant qu'ailier gauche, ou, comme il n'existait pas à l'époque de poste, comme gardien de but.
Marié à Laura Pereira Tavares, il fut le père de trois fils.